# بويطيخ خشن
البُوَيْطِيخ الخشن أو بطيخ الفأر الخشن (الاسم العلمي:Melothria scabra) هو نوع من النباتات يتبع جنس البويطيخ من الفصيلة القرعية.